# William Gunter
William Gunter (falecido em 28 de agosto de 1588) foi um padre católico romano que foi martirizado sob a rainha Elizabeth I durante o rescaldo da Armada Espanhola, e é um dos Cento e Sete Mártires da Inglaterra e Gales.
Foi beatificado em 1929 pelo Papa Pio XI.

## História
William Gunter era de Raglan em Monmouthshire. Ele estudou em Reims, França, onde foi ordenado em 1587.
Ele foi martirizado em Lincoln's Inn Fields no dia 28 de agosto de 1588 sob as perseguições da Rainha Elizabeth I.